# Fernando Giudicelli
Pour les articles homonymes, voir Giudicelli.
Fernando Rubens Pasi Giudicelli, appelé plus couramment par son prénom Fernando (né le 1er mars 1906 et mort le 28 décembre 1968 à Rio de Janeiro), est un joueur brésilien d'origine Corse de football évoluant au poste de milieu central.

## Biographie

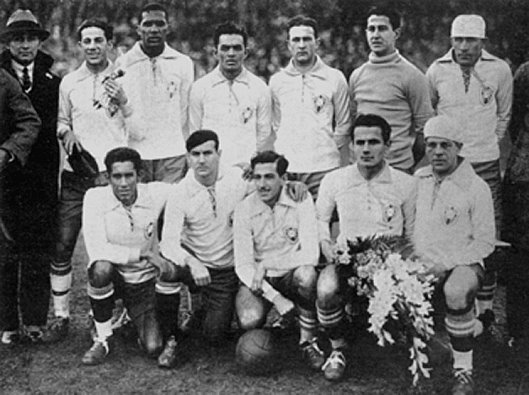
Coupe du monde 1930, premier match: dos: Píndaro de Carvalho (entraîneur), Brilhante, Fausto, Hermógenes, Itália, Joel, Fernando; avant: Poly, Nilo, Araken, Preguinho, Teóphilo.

Durant sa carrière, il passe par en Rio l'América RJ e le Fluminense, le Torino en Italie, en France un club en Bordeaux, peut-être les Girondins , le Sporting au Portugal et le Real Madrid en Espagne. De janvier de 1936 à la fin du saison 1936/37 Giudicelli jouait pour FC Antibes dans la Division 1.
Il participe également à la coupe du monde 1930 en Uruguay avec l'équipe du Brésil, sélectionné par l'entraîneur brésilien Píndaro de Carvalho.